# IMSアソシエイツ
IMSアソシエイツ（IMS Associates, Inc.、IMSAI）は、かつてアメリカ合衆国にあったマイクロコンピュータメーカーである。初期のマイクロコンピュータにおいて人気のあったIMSAI 8080を製造販売していたことで知られる。後にIMSAIマニュファクチャリング(IMSAI Manufacturing Corporation)に社名を変更した。
1973年にウィリアム・ミラードによって設立され、カリフォルニア州サンレアンドロに拠点を置いていた。最初の製品は、1975年に発売されたIMSAI 8080だった。子会社の1つにコンピュータ販売店コンピュータランドがあった。IMSは"Information Management Sciences"の略である。
IMSアソシエイツは、全ての役員と主要社員に自己啓発セミナーの1つであるエアハルトセミナートレーニング(EST)の受講を義務付けた。『フォーブス』誌は、自己実現を重視し、役員と社員の間の大きな不一致を助長することになった、このミラードの要求が、会社の没落の主な原因であると考えている。ポール・フライバーガーとマイケル・スウェインは"Fire in the Valley.The Making of The Personal Computer"（ドラマ『バトル・オブ・シリコンバレー』の原作）で、タスクの実行が不可能だと認めることを不本意とする、ESTに誘発されたミラードの特性が、IMSAIの終焉の重要な要因であったと指摘している。

## 歴史

### コンサルタント
1972年5月、ウィリアム・ミラードは、自宅をオフィスとして個人事業としてIMSアソシエイツを設立し、コンピュータに関するコンサルタント業を始めた。1973年にIMSアソシエイツを会社組織とした。ミラードはすぐに事業資金を調達し、いくつかの契約を獲得したが、その全てがソフトウェアの契約だった。IMSは、企業や米国政府などのメインフレームのユーザに対し、高度なエンジニアリングとソフトウェア管理を提供していた
。

### IMSAI 8080

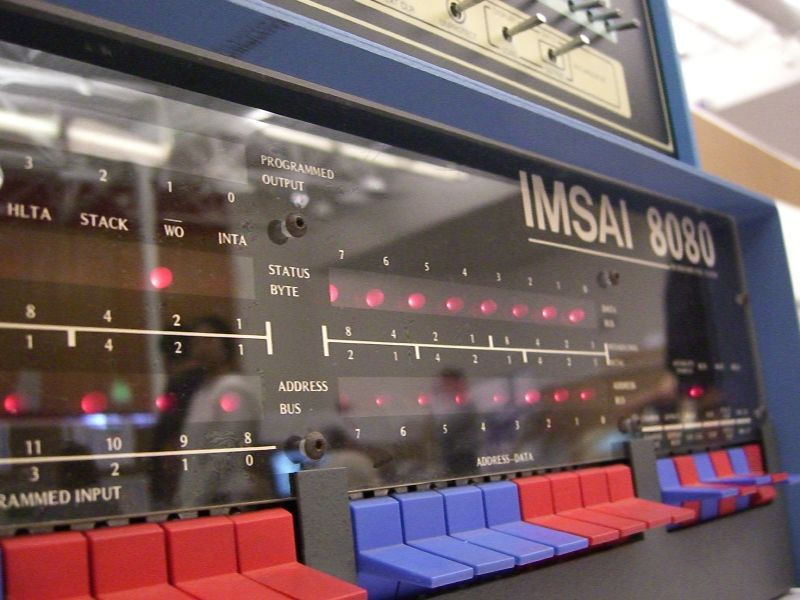
IMSAI 8080

1974年、IMSは、ゼネラルモーターズの自動車販売店向けに1台で仕事を完結できる「ワークステーション・システム」を求めていた顧客からの連絡を受けた。IMSは、端末、小型コンピュータ、プリンタ、特殊なソフトウェアを含むシステムを計画した。このワークステーションは、ハードディスクドライブに共通のアクセス権を持ち、小型コンピュータで制御されることになっていた。結局、この製品開発は中止された。
ミラードとチーフエンジニアのジョー・キリアンは、マイクロプロセッサに着目した。インテルが発表した8080は、IMSアソシエイツが最初に導入した4004と比較すると「本物のコンピュータ」のように見えた。IMSAI 8080は、既存のAltair 8800のS-100バスを使って本格的に開発が進められ、1975年10月には『ポピュラーエレクトロニクス』誌に広告が掲載され、好評を博した。IMSは1975年12月16日に最初のIMSAI 8080キットを出荷し、その後、組み立て済み製品の販売へと移行した。最終的には17,000～20,000台が生産され、その後、フィッシャー・フライタスの名前でさらに2,500台が生産された。

### 社名変更
コンサルティング会社ではなく製造会社になったことから、1976年に、IMSAIマニュファクチャリング(IMSAI Manufacturing Corporation)に社名を変更した。

### コンピュータランド
1976年にザイログ社がZ80を発表したことで、8080マシンの優位性に終止符が打たれた。この新しいチップは、命令セットが改良され、高速クロックが可能になり、オンチップDRAMリフレッシュが可能になったからである。それからすぐにIMSAIの売上が激減したことから、1977年、ミラードは会社をコンピュータ製造会社からコンピュータ販売会社へと転換させることを決意した。コンピュータ販売店のフランチャイズチェーン、「コンピュータシャック」(Computer Shack)を設立したが、既存の家電販売店チェーン・ラジオシャックからの抗議を受けて「コンピュータランド」(ComputerLand)に名称を変更した。
コンピュータランドでは、IMSAI 8080だけでなく、Apple、ノーススター・コンピュータ、クロメンコなどの他社のコンピュータも販売していた。IMSAI 8080はそれに比べて売れ行きが悪く、IMSAIはオールインワンコンピュータのIMSAI VDP-80を開発したが、これはあまり機能しなかった。多くのフランチャイズ販売店は、IMSAI 8080などの人気を維持していた一部の製品を除き、ほとんどのIMSAI製品の販売を拒否した。コンピュータランドの拡張資金のためにIMSAI社の資産のほとんどが収奪されたことと、ミラードの注意が散漫になったことから、IMSAI社は「テールスピン」の状態に陥り、1979年10月に破産を申請した。
IMSAIの商標は最終的に、IMSアソシエイツ社の初期からの従業員で、会社が解散した後も継続的なサポートを行っていたトッド・フィッシャーとナンシー・フライタスによって取得された。1978年10月よりフィッシャー・フライタス社の一部門としてIMSAIの名前でコンピュータの製造が続けられた。初期のIMSAIシステムのサポートは、同社によって継続されている。コンピュータランドの店舗は、IBMが1984年に8ビットISAバスを放棄するまで、IBMコンピュータの小売店として存続した。フランチャイズの店舗は、ミラードとの法定での争いの末に独立した。